# (19107) 1981 EU19
A (19107) 1981 EU19 a Naprendszer kisbolygóövében található aszteroida. Schelte J. Bus fedezte fel 1981. március 2-án.